# Bill Tuttle
William Jeremiah „Bill” Tuttle (ur. 21 lutego 1882 w Chicago, zm. 22 lutego 1930 w Los Angeles) – amerykański pływak i piłkarz wodny, medalista olimpijski Letnich Igrzysk 1904 w Saint Louis.
Razem z klubem Chicago Athletic Association zdobył srebrny medal olimpijski w sztafecie pływackiej na 4 × 50 jardów stylem dowolnym oraz w turnieju piłki wodnej.